# Bettola
Bettola (emilián nyelven La Bëtla vagy Bétula) település Olaszországban, Emilia-Romagna régióban, Piacenza megyében. Lakosainak száma 2591 fő (2023. január 1.). Bettola Coli, Farini, Gropparello, Morfasso, Ponte dell’Olio, Travo és Vigolzone községekkel határos.

## Népesség
A település népessége az elmúlt években az alábbi módon változott:
| Lakosok száma | 2787 | 2759 | 2591 |
|               | 2017 | 2018 | 2023 |

## Közlekedés
Az egykori vasútállomást, a Piacenza-Bettola-vasútvonal végállomását 1967-ben a vonallal együtt bezárták. 